# Večernica (nagrada)
Večernica je slovenska književna nagrada za najboljše otroško ali mladinsko literarno delo minulega leta in se podeljuje vsako leto na Srečanju slovenskih mladinskih pisateljev Oko besede. Nagrada se podeljuje od leta 1997, ustanovila sta jo založba Franc-Franc in revija Otrok in knjiga, pokroviteljstvo pa je prevzel časnik Večer. O nagradi odloča petčlanska žirija, v kateri imajo svojega predstavnika Argo, društvo za humanistična vprašanja (do leta 2016 Podjetje za promocijo kulture Franc-Franc), revija Otrok in knjiga, Večer, Društvo slovenskih pisateljev in Zveza bibliotekarskih društev Slovenije skupaj s Slovensko sekcijo IBBY. Žirija najprej izbere pet finalistov, izmed teh del je izbrano nagrajeno delo.  

## Seznam nagrajencev
- 1997 – Tone Pavček za pesniško zbirko Majnice in fulaste pesmi
- 1998 – Desa Muck za roman Lažniva Suzi
- 1999 – Janja Vidmar za roman Princeska z napako
- 2000 – Polonca Kovač za povest Kaja in njena družina
- 2001 – Feri Lainšček za zbirko pravljic Mislice
- 2002 – Matjaž Pikalo za zbirko kratkih zgodb Luža
- 2003 – Marjana Moškrič za roman Ledene magnolije
- 2004 – Slavko Pregl za roman Srebro iz modre špilje
- 2005 – Igor Karlovšek za roman Gimnazijec
- 2006 – Dušan Dim za roman Distorzija
- 2007 – Irena Velikonja za roman Poletje na okenski polici in Majda Koren za fantastično pripoved Eva in kozel
- 2008 – Ervin Fritz za pesniško zbirko Vrane
- 2009 – Janja Vidmar za roman Pink
- 2010 – Bina Štampe Žmavc za zbirko pravljic Cesar in roža
- 2011 – Mate Dolenc za delo Maščevanje male ostrige
- 2012 – Dim Zupan za povest Hektor in zlata hruška
- 2013 – Peter Svetina za zbirko pesmi in kratkih zgodb Ropotarna
- 2014 – Vinko Möderndorfer za roman Kot v filmu
- 2015 – Vladimir P. Štefanec za roman Sem punk čarovnica, debela lezbijka in ne maram vampov
- 2016 – Peter Svetina za zbirko kratke fantastične proze Kako zorijo ježevci
- 2017 – Peter Svetina za pesniško zbirko Molitvice s stopnic
- 2018 – Anja Štefan za pesniško zbirko Drobtine iz mišje doline
- 2019 – Andrej E. Skubic za povest Babi nima več telefona
- 2020 – Andrej Rozman - Roza za zbirko pesmi in kratkih zgodb Rimuzine in črkolazen
- 2021 – Sebastijan Pregelj za povest Vrnitev (Zgodbe s konca kamene dobe, 6. del)
- 2022 – Maša Ogrizek za pripoved Lisičja luna
- 2023 – Špela Frlic za roman Bleščivka
- 2024 – Marjana Moškrič za roman Sneg.

## Seznam finalistov

### Finalisti za nagrado leta 1997
- Desa Muck: Kremplin
- Lela B. Njatin: Velikanovo srce
- Bina Štampe Žmavc: Ure kralja Mina
- Dim Zupan: Leteči mački

### Finalisti za nagrado leta 1998
- Milan Dekleva: A so kremšnite nevarne?
- Milan Jesih: Štiri igre za otroke
- Andrej Rozman Roza: Skrivnost špurkov
- Janja Vidmar: Moj prijatelj Arnold

### Finalisti za nagrado leta 1999
- Vitan Mal: Ta grajski
- Maja Novak: Vile za vsakdanjo rabo
- Bina Štampe Žmavc: Muc Mehkošapek
- Janja Vidmar: Aknožer

### Finalisti za nagrado leta 2000
- Kajetan Kovič: Mačji sejem
- Feri Lainšček: Žlopi
- Maja Novak: Male živali iz velikih mest
- Lilijana Praprotnik Zupančič: Resnične pravljice in pripovedke

### Finalisti za nagrado leta 2001
- Milan Dekleva: Alica v računalniku
- Matea Reba: Zmajček Bim in Bimbi
- Marjan Tomšič: Katka in Bunkec
- Danila Žorž: Poskus

### Finalisti za nagrado leta 2002
- Andrej Makuc: Oči
- Desa Muck: Anica in zajček

- Bina Štampe Žmavc: Ukradene sanje
- Marjan Tomšič: Martova velika junaštva

### Finalisti za nagrado leta 2003
- Jana Bauer: Izginjevalec čarovnic
- Miroslav Košuta: Njune zgodbe
- Vinko Möderndorfer: Muc Langus in čarovnička Gajka
- Dim Zupan: Trnovska mafija

### Finalisti za nagrado leta 2004
- Desa Muck: Anica in velike skrbi
- Peter Svetina: Mrožek dobi očala
- Bina Štampe Žmavc: Pogašeni zmaj
- Janja Vidmar: Prijatelja

### Finalisti za nagrado leta 2005
- Franjo Frančič: Dražen in jaz
- Borut Gombač: Velike oči male budilke
- Neli Kodrič: Na drugi strani
- Desa Muck: Anica in velika skrivnost

### Finalisti za nagrado leta 2006
- Barbara Gregorič Gorenc: Tri pike …
- Slavko Pregl: Spričevalo
- Janja Vidmar: Fantje iz gline
- Danila Žorž: Izkop

### Finalisti za nagrado leta 2007
- Miklavž Komelj: Zverinice
- Marko Kravos: Trst v žepu
- Janja Vidmar: Uspavanka za mladega očka

### Finalisti za nagrado leta 2008
- Andrej Predin: Na zeleno vejo
- Andrej Rozman Roza: Kako je Oskar postal detektiv
- Anja Štefan: Štiri črne mravljice
- Dim Zupan: Hektor in mala šola

### Finalisti za nagrado leta 2009
- Mate Dolenc za delo Polnočna kukavica in druge zgodbe
- Evald Flisar; za delo Alica v nori deželi
- Bina Štampe Žmavc; za delo Vprašanja srca
- Irena Velikonja; za delo Leto v znamenju polža

### Finalisti za nagrado leta 2010
- Mate Dolenc za delo Kraljičin lipicanec in druge zgodbe
- Grega Hribar za delo Hotel sem samo...
- Svetlana Makarovič za delo Mi kosovirji
- Dim Zupan za delo Hektor in male ljubezni

### Finalisti za nagrado leta 2011
- Feri Lainšček: Barvice
- Peter Svetina: Modrost nilskih konjev
- Bina Štampe Žmavc: Roža v srcu
- Janja Vidmar: Kebarie

### Finalisti za nagrado leta 2012
- Jana Bauer: Groznovilca v Hudi hosti
- Cvetka Bevc: Desetka
- Neli Kodrič Filipić: Ali te lahko objamem močno?
- Slavko Pregl: Radovedne pravljice

### Finalisti za nagrado leta 2013
- Mate Dolenc: Mali princ z otoka
- Nataša Konc Lorenzutti: Kakšno drevo zraste iz mačka
- Andrej Rozman Roza: Čofli
- Barbara Simoniti: Močvirniki

### Finalisti za nagrado leta 2014
- Tadej Golob: Kam je izginila Brina?
- Neli Kodrič Filipić: Solze so za luzerje
- Anja Štefan: Gugalnica za vse
- Janja Vidmar: Otroci sveta

### Finalisti za nagrado leta 2015
- Peter Svetina: Domače naloge
- Damijan Šinigoj: Iskanje Eve
- Marija Švajncer: Samotni bralec
- Dim Zupan: Jaz, Franci Grdi

### Finalisti za nagrado leta 2016
- Nataša Konc Lorenzutti: Kdo je danes glavni
- Vinko Möderndorfer: Pesmi in pesmičice
- Andrej Rozman Roza: Predpravljice in popovedke
- Aleš Šteger: Kurent

### Finalisti za nagrado leta 2017
- Nataša Konc Lorenzutti: Avtobus ob treh
- Miha Mazzini: Zvezde vabijo
- Peter Svetina: Soseda pod stropom
- Bina Štampe Žmavc: Čarimatika

### Finalisti za nagrado leta 2018
- Janja Bauer: Groznovilca in grozna zima
- Miroslav Košuta: Ponikalnice
- Maša Ogrizek: Gospa s klobukom
- Suzana Tratnik: Tombola ali življenje

### Finalisti za nagrado leta 2019
- Igor Karlovšek: Preživetje
- Feri Lainšček: Ne
- Vinko Möderndorfer: Jaz sem Andrej
- Janja Vidmar: Črna Vrana

### Finalisti za nagrado leta 2020
- Boštjan Gorenc – Pižama: Si že kdaj pokusil luno?
- Igor Karlovšek: Pobeg
- Vinko Möderndorfer: Babica za lahko noč
- Peter Svetina: Timbuktu Timbuktu

### Finalisti za nagrado leta 2021
- Barbara Gregorič Gorenc: Negotove pesmi
- Borut Gombač: Skrivnost lebdeče knjige
- Simona Semenič: Skrivno društvo KRVZ
- Damijan Šinigoj: Kjer veter spi

### Finalisti za nagrado leta 2022
- Irena Androjna: Modri otok
- Jana Bauer: Kako objeti ježa
- Nataša Konc Lorenzutti: Tronci
- Vinko Möderndorfer: Sončnica

### Finalisti za nagrado leta 2023
- Igor Karlovšek: Sotočje (Ognjeno pleme 5)
- Sebastijan Pregelj: Coprnica pod gradom (Zgodbe Vojvodine Kranjske 1)
- Luna J. Šribar: Grizolda in maček
- Bina Štampe Žmavc: Skrinjica sinjega maka

### Finalisti za nagrado leta 2024
- Ambrož Kvartič: Rimana kaša
- Feri Lainšček: Življenje nima naslova
- Tomaž Lavrič/Lovro Matič: Mali črv Oto in druga golazen
- Sebastjan Pregelj: Zmaj nad mestom (Zgodbe Vojvodine Kranjske 2)